# Bob McKinlay
Robert "Bob" McKinlay (født 10. oktober 1932, død 27. august 2002) var en skotsk fodboldspiller (centerhalf).
McKinlay tilbragte hele sin seniorkarriere hos Nottingham Forest i England. Han spillede mere end 600 ligakampe for klubben, og var i 1959 med til at vinde FA Cuppen. Han spillede hele kampen i finalesejren på 2-1 over Luton Town.

## Titler
FA Cup
- 1959 med Nottingham Forest